# Ignaz Brüll
Ignaz Brüll   (Prostějov, 7 de novembre de 1846 - Viena, 17 de setembre de 1907) va ser un pianista i compositor moravià que va viure i treballar a Viena.
Les seves composicions operístiques incloïen Das goldene Kreuz (The Golden Cross), que es va convertir en un treball de repertori des de fa diverses dècades després de la seva primera producció en 1875, però es va anar negligint després de ser prohibit pels nazis a causa dels orígens jueus de Brüll. També va escriure un petit cos de treballs finament elaborats per a la sala de concerts i recitals. L'estil compositiu de Brüll va ser animat, però sense dubtes conservador, a la vora de Mendelssohn i Schumann.
Brüll també va ser considerat com un pianista de concert sensible. Johannes Brahms regularment volia que Brüll fos el seu soci en espectacles privats de arranjaments de duet de piano de quatre mans de les seves últimes obres. De fet, Brüll va ser un destacat membre del cercle d'amics musicals i literaris de Brahms, molts dels quals freqüentment es van entretenir amb ell i la seva esposa. El 1872 va ser nomenat professor a l' Institut Horak de Viena.

## Biografia

### Primers anys
Brüll va néixer a Prostějov (Proßnitz) a Moravia, fill major de Katharina Schreiber i Siegmund Brüll. Els seus pares eren pròspers comerciants jueus i afilats músics socials; la seva mare va tocar el piano i el seu pare (que estava molt relacionat amb l'erudit Talmudic Nehemiah Brüll) va cantar de baríton. En 1848 la família va traslladar el seu negoci a Viena, on Brüll va viure i va treballar durant la resta de la seva vida.
Brüll va començar a aprendre piano de la seva mare als vuit anys i ràpidament va mostrar talent. Malgrat ser l'hereu del negoci familiar, la seva promesa al teclat va encoratjar als seus pares a proporcionar-li una formació musical seriosa. Als deu anys, prenia classes de piano de Julius Epstein, professor del Conservatori de Viena i amic de Brahms. Un any més tard, el 1857, va començar a estudiar composició amb Johann Rufinatscha; Instrucció d'instruments seguida amb Felix Otto Dessoff.
En 1860, quan tenia catorze anys, Brüll va començar a escriure el seu Concerto No. 1 de piano, que va rebre el seu primer espectacle públic l'any següent a Viena amb Epstein com a solista. Un encoratjament addicional per seguir una carrera musical va ser avalat pel reconegut pianista-compositor Anton Rubinstein.

### Èxit iDas goldene Kreuz
Brüll va obtenir un altre èxit amb la seva Serenata núm. 1 per a orquestra, que es va estrenar a Stuttgart el 1864. Brüll tenia 18 anys i acabava de compondre el seu primer resultat d'òpera, Die Bettler von Samarkand (The Beggars of Samarcanda). Malauradament, els plans per a una producció al Tribunal de Teatre de Stuttgart en 1866 no es van materialitzar, i el treball aparentment no es va interpretar mai.
Per contra, la segona òpera de Brüll, Das goldene Kreuz (La Creu d'Or), va anar amb molt d'èxit: va ocupar un lloc en el repertori durant diverses dècades i va portar el seu compositor a l'ull públic gairebé de la nit al dia. En la seva estrena a Berlín al desembre de 1875, Brüll va ser complementat personalment per l'emperador, Guillem I. L'òpera, amb un llibret de Salomon Hermann Mosenthal basada en una història de Mélesville, implica un drama emotiu d'identitats errònies durant les guerres napoleòniques.
Paral·lelament, Brüll també havia seguit una carrera com pianista de concerts, tocant com a solista i recitalista popular en tots els països de parla alemanya. L'estrena de Londres de Das goldene Kreuz, en una producció de 1878 de la companyia Carl Rosa Opera, va coincidir amb la primera de les dues grans gires de concerts d'Anglaterra, durant la qual va poder tocar el seu Concerto No. 2 per a piano (un altre obra juvenil, escrita el 1868) i organitza actuacions d'algunes de les seves altres peces. Brüll també va tocar amb I. G. Henschel.

## El cercle de Brahms i anys posteriors
En 1882, Brüll es va casar amb Marie Schosberg, filla d'un banquer que es va convertir en una amfitriona popular de la societat musical i artística vienesa. Brüll ara va canviar la seva atenció cap a la composició, va reduir la quantitat de concerts i va renunciar definitivament a les gires. També es va trobar a l'amfitrió del cercle d'amics de Johannes Brahms, inclòs el poderós crític de música E. Hanslick, l'eminent mèdic mentor Theodor Billroth i compositors com Carl Goldmark, Robert Fuchs i fins i tot Gustav Mahler. Quan Brahms volia audicionar les seves últimes composicions orquestrals, com era el seu costum, a un selecte grup de coneixedors en quatre versions per a dos pianos, Brüll va tocar regularment al costat del gran compositor. A partir de 1890, la nova casa de vacances de Brüll (Berghof) a Unterach am Attersee també es va convertir en un lloc social.
A diferència de Brahms, Brüll era un home del teatre, i va compondre almenys set òperes més, que no van arribar al mateix nivell d'èxit popular que Das goldene Kreuz. La seva última òpera, la comèdia de dos actes Der Hussar, va ser ben rebuda quan es va presentar a Viena el 1898.
Brüll va ser cònsol honorari britànic a Budapest i va ser nomenat soci honorari de l'Ordre de Sant Miquel i Sant Jordi en la llista d'Honor de la Coronació de 1902 el 26 de juny de 1902.

## Llista de composicions d'Ignaz Brüll
- Der Landfriede, òpera, (Viena, 1877);
- Bianca, òpera, (Dresden, 1879);
- Königin Mariette, òpera, (Múnic, 1883);
- Das Steinerne Herz, òpera, (Praga, 1888);
- Gringoire, (òpera en un acte, Múnic, 1892) i Schach dem König (Múnic, 1893). Per al ballet, va escriure la suite d'orquestra Ein Märchen aus der Champagne (1896).

Els treballs de concerts orquestrals de Brüll inclouen les propostes de Im Walde i Macbeth, una simfonia i tres serenates, un concert de violí i dos concerts de piano, així com tres altres peces de piano concertant. La seva cambra i música instrumental inclou una suite i tres sonates per a piano i violí, un trio, una sonata de violoncel, una sonata per a dos pianos i diverses peces per a piano. També va escriure cançons i cançons parcials.
En els últims anys, la música de concert de Brüll ha estat revivida en CD, i hi ha gravacions ben rebudes dels seus concerts de piano, entre altres obres no vocals.